# Carrera – Das Geheimnis der blonden Katze
Carrera – Das Geheimnis der blonden Katze (Originaltitel: El magnifico Tony Carrera) ist ein Kriminalfilm in spanisch-italienisch-deutscher Koproduktion, den José Antonio de la Loma 1968 inszenierte. Im deutschsprachigen Raum war am 13. September 1968 Erstaufführung. Alternativtitel ist Samtpfötchen dreht sein letztes Ding.

## Handlung
Der Ex-Rennfahrer Tony Carrera, der bald die reiche Antonella Arnaldini heiraten möchte, wird an seine unrühmliche Zeit als Einbrecher erinnert, als er von einer Bande gezwungen wird, einen Einbruch ins NATO-Hauptquartier in Amsterdam zu unternehmen, um für einen Politiker höchst gefährliche Dokumente zu stehlen. An diesem ungesetzlichen Unternehmen sind einige andere Personen beteiligt wie Professor Einstein, die hübsche Ursula Beaulieu und Gangster Rick. Nach ausführlichen Vorbereitungen entdeckt Tony, dass es in Wahrheit um den Diebstahl eines Militärgerätes geht, woran der amerikanische Senator Barnes Interesse hat.
Der Coup gelingt ohne Probleme; alle Beteiligten versuchen sich gegenseitig zu übervorteilen und auszuschalten. Tony gelingt es mit Ursulas Hilfe, Barnes glauben zu machen, dass er gestorben sei und kann nach seiner Scheinbeerdigung auf dem Schiff nach Amerika entkommen.

## Kritik
Hart geht Karsten Thurau in seinem Buch zum Krimigenre mit dem Film ins Gericht: (Er) „ist wirklich in allen Belangen eine filmische Niete. Die Musik erinnert teilweise an die Pennälerfilme mit Heintje (…), die Dialoge sind größtenteils fürchterlich albern.“ Dagegen waren die italienischen Segnalazioni Cinematografiche freundlicher: „Ein Agentenfilm mit ein wenig umständlicher Handlung, aber voller Bewegung und mit ziemlicher Könnerschaft inszeniert.“ Das Lexikon des internationalen Films sah einen „alberne(n) Kriminalfilm mit dümmlichen Dialogen und zähflüssiger Handlung.“

## Bemerkungen
Die Laufzeit wird in Italien mit 101 und in Spanien mit 95 Minuten angegeben.
Die deutsche Videofassung, die unter dem Titel Die Profi-Gang in den 1980ern in die Videotheken kam, läuft exakt 90'00". Laut deutschem Abspann wurde der Film in Amsterdam, Rotterdam, Enkuzen, Nordkanal, Mailand, Monza und Barcelona gedreht. Die deutsche Synchronfassung wurde von Studio Hamburg angefertigt, für Dialogbuch und Dialogregie zeichnet Rainer Brandt verantwortlich. Gero Erhardt, Sohn von Heinz Erhardt und später Kameramann und Regisseur, war für die Kameraführung verantwortlich. Niels Clausnitzer synchronisierte den Hauptdarsteller Thomas Hunter, Hans Waldherr spricht sich nicht selbst.
Die Lieder werden von Nora Orlandis I 4 + 4 interpretiert.